# Elymnias enganica
Elymnias enganica är en fjärilsart som beskrevs av William Doherty 1891. Elymnias enganica ingår i släktet Elymnias och familjen praktfjärilar. Inga underarter finns listade i Catalogue of Life.